# 2021年静岡市議会議員選挙
2021年静岡市議会議員選挙（2021ねんしずおかしぎかいぎいんせんきょ）は、静岡市の議決機関である静岡市議会を構成する議員を全面改選するために行われる選挙である。

## 概要
市議会議員の任期4年が満了したことに伴って実施された。3選挙区48議席に対して63名が立候補した。

## 基礎データ
- 選挙事由：任期満了
- 告示日：2021年3月19日
- 投票日：2021年3月28日
- 議員定数：48人
- 選挙区：3選挙区
- 候補者数：63人

## 当選した議員
自民党 
 公明党 
 共産党 
 立憲民主党 
 緑の党グリーンズジャパン 
 無所属 
| 葵区   | 繁田和三   | 長島強     | 福地健   | 山本彰彦   | 浜田佑介 |
| 葵区   | 石上顕太郎 | 松谷清     | 丹沢卓久 | 鈴木和彦   | 尾崎行雄 |
| 葵区   | 杉本護     | 井上恒彌   | 安竹信男 | 市川正     | 白鳥実   |
| 葵区   | 天野正剛   | 鈴木直人   |          |            |          |
| 駿河区 | 池谷大輔   | 加藤博男   | 島直也   | 畑田響     | 井上智仁 |
| 駿河区 | 寺尾昭     | 佐藤成子   | 児嶋喜彦 | 宮城展代   | 白浜史教 |
| 駿河区 | 宮沢圭輔   | 長沼滋雄   | 石井孝治 | 平井正樹   |          |
| 清水区 | 山梨渉     | 風間重樹   | 高木強   | 山根田鶴子 | 大村一雄 |
| 清水区 | 大石直樹   | 内田隆典   | 小山悟   | 堀努       | 稲葉寛之 |
| 清水区 | 山本昌輝   | 望月俊明   | 遠藤裕孝 | 寺沢潤     | 栗田裕之 |
| 清水区 | 後藤哲朗   | 宮城島史人 |          |            |          |